# Палудаментум

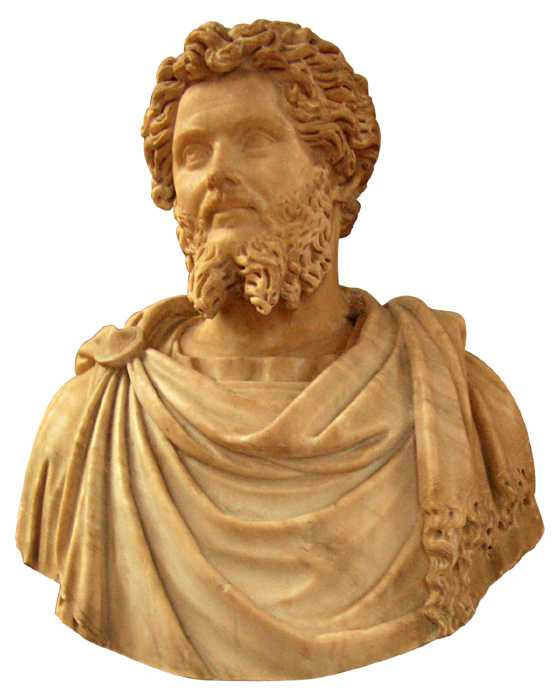
Бюст Септимия Севера в палудаментуме

Палудаментум (лат. paludamentum) — особая разновидность воинского плаща, которую носили как солдаты, так и офицеры Древнего Рима. От солдатской лацерны отличался тем, что был длиннее (доходил до лодыжек), а также тем, что для него использовалась материя более высокого качества, как правило, красного цвета. Его носили не только на плечах; зачастую его оборачивали вокруг бёдер наподобие шарфа, забрасывая один конец на левую руку. Палудаментум явился «родоначальником» императорской мантии.
Палудаментум делался из прямоугольного куска ткани с застёжкой на левом плече. Он имел меньше практической пользы, но служил знаком отличия (особенно цвет плаща). В нём изображались римские императоры на монетах и памятниках.